# Marguerite Charlotte de Luxembourg
Marguerite Charlotte de Luxembourg (* 19. Januar 1607; † 26. November 1680 in Ligny) war eine französische Adlige des 17. Jahrhunderts.

## Leben
Marguerite Charlotte war die ältere Tochter von Henri de Luxembourg, duc de Piney, genannt Duc de Luxembourg, und Madeleine de Montmorency, Dame de Montbron etc. Da ihr Vater keine Söhne hatte, wurde sie bei dessen Tod 1616 Duchesse de Piney, Comtesse de Brienne, Ligny etc.; lediglich der Titel einer Princesse de Tingry ging an ihre jüngere Schwester Marie Liesse de Luxembourg.
Am 5. August 1620 (nach Kontrakt vom 16. Januar 1620) heiratete sie in erster Ehe Léon d’Albert de Luynes, Seigneur de Brantes, (* 1582 in Mornas; † 25. November 1630 in Paris), Sohn von Honoré d’Albert und Anne de Rodulf, Bruder von Honoré d’Albert (Haus Albert). Er wurde am 10. Juli 1620 (registriert am 8. Februar 1621) zum 3. Duc de Piney et de Luxembourg, Pair de France ernannt. Ihre Kinder waren.
- Marie Louise Claire Charlotte (alias Antoine) d’Albert de Luxembourg (* 1623; † 16. Juli 1706 in Versailles), geistlich, dann Princesse de Tingry, Profess in der Abbaye-aux-Bois bei Paris, 1665 Koadjutrix im Kapitel der Kanonissinnen von Poussay (Abtei Notre-Dame et Sainte-Menne de Poussay), trat am 18. März 1699 zugunsten ihrer Nichte Angélique Cunégonde de Montmorency-Luxembourg zurück
- Henri Léon d’Albert (* 5. August 1630; † 19. Februar 1697), Duc de Luxembourg et de Piney, Pair de France, dann geistlich, Priester, genannt l’Abbé de Luxembourg, trat 1660 seine Titel an seine Halbschwester Charlotte Bonne de Clermont-Tonnerre.

Im Juni 1631 heiratete sie in zweiter Ehe Charles Henri de Clermont-Tonnerre (* um 1598; † 8. Juli 1674 in Ligny), 1621 Kapitänleutnant der Chevaulegers, Duc de Piney, bestattet in der Cölestinerkirche in Avignon (Haus Clermont-Tonnerre). Ihre Tochter war:
- Madeleine Charlotte Bonne Thérèse de Clermont-Tallard de Luxembourg (* 1634/35; † 21. August 1701), Duchesse de Piney, Princesse de Tingry, Baronne de Dangu, ⚭ 17. März 1661 François-Henri de Montmorency, Comte de Luxe et de Bouteville, März 1661 Duc de Piney-Luxembourg und Pair de France, 1675 Marschall von Frankreich (* 7. Januar 1621; † 4. Januar 1695) (Stammliste der Montmorency)